# Lorenc Luka
Lorenc Karlo Luka (ur. 1 maja 1958 w Szkodrze) – deputowany do Zgromadzenia Albanii z ramienia Demokratycznej Partii Albanii.

## Życiorys
W 2017 roku został deputowanym do albańskiego parlamentu z ramienia Demokratycznej Partii Albanii.